# 中國香港大專體育協會
中國香港大專體育協會（英語：The University Sports Federation of Hong Kong, China），前稱香港大專體育協會（英語：Hong Kong Post-Secondary Colleges Athletic Association），是專門管轄香港各大專院教體育比賽的組織。該組織成立於1961年，旗下的會員學校共有11間，當中包括珠海學院、香港城市大學、香港浸會大學、香港專業教育學院、香港樹仁大學、嶺南大學、香港中文大學、香港教育大學、香港理工大學、香港科技大學和香港大學。
香港大專體育協會於二零一六年註冊成為中國香港大專體育協會有限公司。

## 常規項目
香港大專體育協會旗下設有16個常規比賽項目：
- 水運會
- 陸運會
- 羽毛球
- 籃球
- 越野賽
- 劍擊
- 手球
- 空手道
- 欖球
- 足球
- 壁球
- 乒乓球
- 跆拳道
- 網球
- 排球
- 活木球

## 資料來源
1. ↑  . 中國香港大專體育協會有限公司.   [2024-11-25].
2. ↑  . The University Sports Federation of Hong Kong, China Limited.   [2024-11-25].
3. ↑  關於我們 的存檔，存档日期2013-07-25.

## 外部連結
- 官方网站 （页面存档备份，存于）